# Tour de Romandía 1977
La 31.ª edición del Tour de Romandía se disputó del 10 de mayo al 15 de mayo de 1977 con un recorrido de 775,6 km dividido en un prólogo inicial y 6 etapas, con inicio en Friburgo, y final en Ginebra.
El vencedor fue el italiano Gianbattista Baronchelli, cubriendo la prueba a una velocidad media de 33 km/h.

## Etapas[1]
| Etapa   | Recorrido            | Km    | Ganador                  |
| Prólogo | Friburgo             | 2,5   | José Enrique Cima        |
| 1.ª     | Friburgo-Courtételle | 168,8 | Sean Kelly               |
| 2.ª     | Delémont-Le Locle    | 181,1 | Gianbattista Baronchelli |
| 3.ª     | Le Locle-Bulle       | 165,4 | René Dillen              |
| 4.ªa    | Bulle-Savigny        | 94,3  | Giancarlo Bellini        |
| 4.ªb    | Savigny              | 22,9  | Knut Knudsen             |
| 5.ª     | Lausana-Ginebra      | 140,6 | Ludo Delcroix            |

## Clasificaciones
Así quedaron los diez primeros de la clasificación general de la segunda edición del Tour de Romandía
| \| 1. \| Gianbattista Baronchelli \| Italia \| 21h 02'21" \| \| \| 2. \| Joop Zoetemelk \| Países Bajos \| + 1'22" \| \| \| 3. \| Knut Knudsen \| Noruega \| + 2'43" \| \| \| 4. \| Felice Gimondi \| Italia \| + 3'42" \| \| \| 5. \| Johan De Muynck \| Bélgica \| + 4'23" \| \| \| 6. \| Raymond Delisle \| Francia \| + m.t. \| \| \| 7. \| Eddy Merckx \| Bélgica \| + 4'38" \| \| \| 8. \| Lucien Van Impe \| Bélgica \| + 4'45" \| \| \| 9. \| Giancarlo Bellini \| Italia \| + 4'49" \| \| \| 10. \| Sean Kelly \| Irlanda \| + 4'53" \| \| |                          |              |            |  |
| 1. | Gianbattista Baronchelli | Italia       | 21h 02'21" |  |
| 2. | Joop Zoetemelk           | Países Bajos | + 1'22"    |  |
| 3. | Knut Knudsen             | Noruega      | + 2'43"    |  |
| 4. | Felice Gimondi           | Italia       | + 3'42"    |  |
| 5. | Johan De Muynck          | Bélgica      | + 4'23"    |  |
| 6. | Raymond Delisle          | Francia      | + m.t.     |  |
| 7. | Eddy Merckx              | Bélgica      | + 4'38"    |  |
| 8. | Lucien Van Impe          | Bélgica      | + 4'45"    |  |
| 9. | Giancarlo Bellini        | Italia       | + 4'49"    |  |
| 10. | Sean Kelly               | Irlanda      | + 4'53"    |  |